# ايرينا بيتريسكو
ايرينا بيتريسكو (بالرومانية: Irina Petrescu)‏ (و. 1941 – 2013 م) هي ممثلة من رومانيا . ولدت في بوخارست .
توفيت في بوخارست، عن عمر يناهز 72 عاماً.

## التعليم
تعلمت في جامعة أيون لوكا كاراجاليه الوطنية للفنون المسرحية والسينمائية

## جوائز
حصلت على جوائز منها:
- وسام نجمة رومانيا.

## روابط خارجية
- ايرينا بيتريسكو على موقع IMDb (الإنجليزية)
- ايرينا بيتريسكو على موقع ألو سيني (الفرنسية)
- ايرينا بيتريسكو على موقع أول موفي (الإنجليزية)
- ايرينا بيتريسكو على موقع قاعدة بيانات الأفلام السويدية (السويدية)
- ايرينا بيتريسكو على موقع قاعدة بيانات الفيلم (الإنجليزية)
- ايرينا بيتريسكو على موقع كينوبويسك (الروسية)